# Халкоза ока
Халкоза ока (лат. chalcosis bulbi) хронична је реакција на унутарочно (интраокуларно) страно тело које садржи бакар (ИОФБ) са мање од 85% садржаја бакра. Може се манифестовати у року од неколико дана, или пацијент може остати асимптоматски више од једне деценије.  Ток болести је променљив у зависности од садржаја бакра у страном телу, његове величине, локације и одговора пацијента на лечење страног тела. Очне структуре које могу бити погођене легурама бакра укључују рожњачу, ирис, сочиво, стакласто тело и мрежњачу. Са лечењем би требало започети  благовремено како би се спречила дуготрајна оштећења, сачувао вид и функција ока.

## Патофизиологија
Када бакар уђе у око, он се оксидира из свог ненаелектрисаног елементарног облика, Cu, у Cu2+ јоне.  Иако су јони слободни да дифундују кроз стакласто тело, они имају склоност ка таложењу у унутарочним базалним мембранама укључујући Десцеметову мембрану рожњаче и унутрашњу ограничавајућу мембрану (ИЛМ). Међутим, наслаге бакра се обично визуализују у ИЛМ у окружењу очне трауме.
Ако се страно тело које садржи бакар (ФБ) не уклони из ока, настаје реактивна интракапсуларна фиброза која инкапсулира интраокуларни бакар, што резултује смањењем таложења у околне очне структуре.  
Страна тела са већом концентрацијом бакра (>85%) показују генерализовани образац интраокуларног таложења бакра и повезана су са разорнијим исходима као што су гнојни ендофталмитис и фтиза булбуса.
Страна тела која садрже мање бакра (<85%), као што су месинг и бронза, могу довести до локализованог инфламаторног одговора и обично су узрок халкозе. 
Материјали који садрже мање од 70% бакра су релативно инертни, што доводи до хроничне упале ниског степена или до упале без уочљивих симптома.  

### Врсте хистопатолошких промена
Постоје четири облика хистопатолошких промена услед излагања бакру. 
| Облик излагања | Карактеристике |
| -------------- | --- |
| Први облик     | Суппуративна, акутна инфламаторна реакција са дегенерисаним неутрофилима и малим бројем макрофага оптерећених пигментима. |
| Други облик    | Хистопатолошке промене са хроничном грануломатозном инфламацијом, која се састоји од плазма ћелија, лимфоцита и макрофага који позитивно боје бакар. |
| Трећи облик    | Реактивна фиброза око страног тела, што резултује фиброзном капсулом. Капсула се састоји од густог и хијалинизованог везивног ткива, а бакар се може локализовати на Повећан садржај бакра у предњој комори, или стакластом телу, неколико дана након имплантације протезе очне јабучице који садржи бакар. Ово може указивати на то да је око заштићено од штетног дејства бакра густом влакнастом капсулом која окружује очну јебучицу. |
| Четврти облик  | Хистопатолошка промена је дисеминована депозиција бакра у различитим очним структурама. Ово може довести до видљивих промена уочених током прегледа са прорезном лампом. Таложење бакра је примећено у рожњачи и ирису, што доводи до зелене промене боје ириса. |

## Клиничке манифестације
Дијагноза халкозе се заснива на њеним клиничким карактеристикама.
- Акутно, присуство бакра у оку доводи до акумулације леукоцита у близини страног тела.

- Хронично, макрофаги који садрже фине бакарне грануле у својој цитоплазми могу се видети хистохемијски.[10][11]

Најранији симптоми повезани са пенетративном повредом страног тела које садржи бакар могу укључивати:  бол и крварење на површини и унутар ока. 
Касни и крајњи налази укључују бојење интраокуларних структура и оштећење ретине у зависности од локације страног тела.
| Орган у оку        | Знаци и симптоми |
| ------------------ | --- |
| Склера             | Када бакар постоји у склери, може доћи до омекшавања ткива и формирања апсцеса. |
| Рожњача            | Како бакар има афинитет према базалним мембранама, Десцеметова мембрана је подложна таложењу и акумулацији позната као Кајзер-Флајшеров прстен. Представља се као зелено-браон прстен ширине 1-2 мм на периферији рожњаче и може се протезати изнад, инфериорно или по ободу. Наслаге у Десцеметовој мембрани су такође описане као златно-браон метални сјај са гутатним променама и зрачећим наборима који настају са места ИОФБ. |
| Предња очна комора | Повишене концентрације бакра у очној водици примечена је по једној студији, а присуство ћелија и металних честица боје бакра у другој студији. |
| Дужица             | Може попримити зеленкасту нијансу због таложења бакра. |
| Очно сочиво        | У сочиву се може формирати метална, зелено-сива или златно-жута дискиформна непрозирност, иначе позната као сунцокретова катаракта. Карактеристично је да има назубљене ивице и бочна зрачења која могу бити праћена мутним жутим сјајем преко предње капсуле. |
| Стакласто тело     | Стакласто тело може садржати зелене, црвене или смеђе зрнасте наслаге; насукавање стакластог тела; и измаглица. Такође може бити присутна дегенерација стакластог тела и течност. У средини стакластог тела, бакар може постојати неометано током дужег временског периода. |
| Мрежњача           | Присуство гранула бакра је документовано у ИЛМ, посебно на макули. Детаљно је описан као хиперрефлективни наслаге унутар унутрашњих слојева мрежњаче и кружне наслаге попут флека које окружују фовеу и средњу периферну ретину. Међутим, поред блиставих рефрактилних честица које се виде на макули, једна студија је приметила хиперрефлективност у предњем слоју мрежњаче, док су слојеви испод ретине остали неупадљиви. Предлаже се да се бакар концентрише у овом региону због физиолошког кретања течности, повећаног метаболизма и повећаног нивоа кисеоника у мрежњачи. Даље, већа је вероватноћа да ће страна тела која садрже бакар која се налазе у близини мрежњаче и хороиде индуковати масивну ћелијску инфилтрацију коју карактеришу макрофаги, акумулирани еозинофилни ексудат у субретинском простору. Једна студија је показала глиозу мрежњаче у близини ИОФБ, при чему је овај регион снажно обојен бакром. Поред тога, зидови капилара мрежњаче показивали су наслаге бакра. У поређењу са гвожђем, бакар је мање ретинотоксичан и не изазива дегенеративну ретинопатију. |

## Дијагноза
Дијагностичко снимање у окружењу трауме помаже у откривању сумње на ИОФБ. Компјутерска томографија и рендгенски снимци су први модалитет снимања који потврђује присуство хроничнe  реакција на унутарочно (интраокуларно) страно тело које садржи бакар.  
Када се сумња на руптуру очне јабучице, ултразвук офталмолошког Б-скена се генерално избегава како би се спречило даље избацивање садржаја очне јабучице.
Оптичка кохерентна томографија (ОЦТ), Б-скен, ултразвучна биомикроскопија и електроретинограм (ЕРГ) се такође могу користити током накнадних посета да би се открио окултни метална хронична  реакција на унутарочно (интраокуларно) страно тело које садржи бакар који није лако видљива на почетном прегледу.
У условима прогресивне ретиналне токсичности бакра, електроретинограм може открити смањене амплитуде фотопичног и скотопског одговора, као и повећана имплицитна времена.  Реакција конуса се може смањити за чак 25-30%. Међутим, ако се интраокуларне концентрације бакра врате у нормалу, депресија амплитуде одговора може се преокренути. 
Оптичка кохерентна томографија предњег сегмента (АС-ОЦТ) је такође је показала значај у детекцији бакра, откривајући наслаге које формирају карактеристичан линеарни образац хиперрефлективних тачака дуж Десцеметове мембране које се иначе не могу детектовати током прегледа помоћу прорезане лампе.   
Наслаге бакра се могу визуелизовати на хистопатолошким узорцима након бојења роданином, рубеанском киселином и ализарином плавим у Десцеметовој мембрани, ИЛМ, стакластом телу и у фиброзној капсули ока код хроничнe  реакција на унутарочно (интраокуларно) страно тело које садржи бакар. 
У дијагнози се могу користити и хистохемијске анализе предње капсуле сочива у случају претпостављене халкозе булбуса ока.

## Терапија
Како су хроничнe  реакција на унутарочно (интраокуларно) страно тело које садржи бакар  уобичајени резултат продорних повреда, први корак у лечењу се састоји од хитног уклањања страног тела, затварања ране и враћања интегритета очној јабучици. На основу историје о имунизације против тетануса, пацијенти треба да започну профилактичку терапију ендофталмитиса системским антибиотицима широког спектра.
Перибулбарни дексаметазон и орални глукокортикоиди су такође индиковани за сузбијање инфламаторног одговора. 
Више од 85% случајева захтева хитно хируршко уклањање ИОФБ-а који садржи бакар. Међутим, студија спроведена у једном медицинском центру открила је да одложено уклањање ИОФБ-а уз комбинацију са системским и локалним антибиотицима може довести до сличних визуелних исхода у поређењу са брзим уклањањем бакарног предмета.  Пошто бакар није магнетан, показало се да га је теже уклонити у поређењу са гвожђем или челиком. Прецизна идентификација бакарног предмета је од виталног значаја јер је уклањање неметалних страних тела оправдано само ако су хемијски токсични за око. 
Витректомија са или без ленсектомије и постављањем склералне копче може се урадити да би се уклонио бакарни предмет. Ако постоји забринутост због таложења калцијума на површној мрежњачи, ИЛМ пилинг се може обавити у комбинацији са витректомијом.

## Превенција
Највећи фактор ризика за продорну повреду очне јабучице страним телом које садржи бакар је недостатак заштите за очи. Због тога је важно препоручити заштитне наочаре радницима у грађевинарству, металопрерађивачкој индустрији, уређењу простора и другим индустријским професијама.

## Прогноза
Иако наслаге бакра могу постојати у непосредном постоперативном периоду, задовољавајући визуелни исход се може постићи након уклањања страног тела чак и годинама након појаве повреде.  Мала, интраокуларна бакарна страна тела могу се толерисати током дужег временског периода без токсичности ретине, али промене стакластог тела или макулопатија могу захтевати интервенцију. 
Бакарна страна тела у близини мрежњаче или хороидее су вероватније да индукују масивну ћелијску инфилтрацију, док она у стакластом телу могу бити клинички тиха током дужег временског периода. Ово може бити због виших нивоа кисеоника у мрежњачи и хороиди.
Задржани бакар  као унутарочно (интраокуларно) страно тело које садржи бакар може изазвати прогресивно смањење вида, дефекте у видном пољу и оштећење вида за боја, међутим у поређењу са токсичношћу гвожђа, бакар је мање токсичан за интраокуларне структуре ако је концентрација метала <85%. Поред тога, делимична реверзибилна макулопатија узрокована бакром је описана у литератури где је уклањање унутарочног (интраокуларног) страног тело које садржи бакар повезано са побољшаним визуелним исходима. 